# بتلة عديمة السن
بتلة عديمة السن (الاسم العلمي: Anodopetalum)، جنس نبات وحيد النوع، يستوطن في تسمانيا. وهي شجرة صغيرة أو شجيرة وتعد مكونًا شائعًا في غابات تسمانيا المطيرة الباردة المعتدلة. تُعرف عمومًا باسم الأفقية بسبب نموها الأفقي.